# Псальма
Пса́льма (пол. psalm, от греч. ψαλμός — псалом) — бытовая многоголосная песня духовного содержания. Была распространена в Польше, России, Белоруссии и на Украине в XVII—XVIII веках.
Изначально псальмы бытовали в Польше, где этим словом обозначались только песнопения на тексты псалмов, хотя впоследствии круг текстов расширился. В России жанр сформировался под влиянием польских псальм, после установления многоголосного пения в церкви. Однако в отличие от псалмов Священного Писания, псальмы не выполняли функцию молитв и предназначались для пения за пределами храма. Они исполнялись на три голоса, без музыкального сопровождения, и сыграли важную роль в развитии традиции домашнего музицирования.
В России жанр тесно связан с традицией силлабического стихосложения. Крупнейшим собранием псальм является «Псалтирь рифмотворная» Симеона Полоцкого (1678), положенная на музыку Василием Титовым. Она содержит 150 песнопений, музыкальный склад которых отличается камерностью и простотой. Многие песнопения из неё оставались популярными более ста лет, причём неоднократно переписывались и изменялись, постепенно становясь «народными».
Центром развития паралитургической песни стал основанный патриархом Никоном в 1656 году Воскресенский Новоиерусалимский монастырь. Одним из соратников Никона был монашествующий поэт Герман, писавший также и музыку на собственные стихи. В своём творчестве он обращался не к польским и украинским образцам, а к русскому фольклору и народной песне. Многие его псальмы отличает подвижный темп, близкий к плясовым напевам; создавал он и произведения скорбно-лирического характера.
Жанр псальмы стал одной из переходных ступеней от церковной музыки к светской. В частности, он близок к жанру лирического канта, а музыкальный склад, характерный для псальм, остался типичным и для канта XVIII века. В некоторых случаях термины «псальма» и «кант» тождественны.